# Графиня из Гонконга
«Графиня из Гонконга» (англ. A Countess from Hong Kong) — художественный фильм, поставленный  Чарльзом Чаплином и вышедший на экраны в 1967 году.
«Графиня из Гонконга» — последний фильм Чаплина, второй из двух фильмов, где он не исполнил главной роли и единственный его цветной фильм. Кинокритика крайне негативно встретила последнюю работу режиссёра. 

## Сюжет
Влиятельный американский дипломат Огден Мирс завершает круиз по всему миру, возвращаясь в США. В Гонконге он встречает русскую графиню-эмигрантку Наташу, вынужденную работать танцовщицей. На следующее утро после весело проведённого вечера он обнаруживает её в своей каюте: она хочет зайцем проехать в Америку. Красавица остаётся на борту корабля, что вызывает массу всяческих недоразумений.

## В ролях
- Марлон Брандо — Огден Мирс
- Софи Лорен — Наташа
- Сидни Эрл Чаплин — Харви
- Типпи Хедрен — Марта
- Патрик Каргилл — Хадсон
- Джеральдина Чаплин — девушка на танцах
- Чарльз Чаплин — старый стюард
- Маргарет Рутерфорд — Мисс Голсволлоу